# ポンピングブレーキ
ポンピングブレーキとは、自動車運転技術のひとつ。フットブレーキを踏み込み、滑り始めたら少し緩めて再び踏み込む動作を繰り返す技術。タイヤのロックを防ぐことで、急ブレーキ時の制動距離を最小限にすることができるといわれているが、実際には人による操作ではブレーキを踏み込んでいない時間が無視できないため一定の力でブレーキを踏み続けるよりも制動距離が長くなる可能性がある。一方、ブレーキを踏み込んでいない時間に操舵を有効にする効果はある。
2000年代にはこの操作を自動で行うアンチロック・ブレーキ・システム(ABS)を搭載した車が普及し、人間では不可能な反応速度（ミリ秒単位）のブレーキ操作を実現している。そのため、ABS搭載車においての人の操作によるポンピングブレーキはかえって制動距離を延ばすことになってしまう。
また、ポンピングブレーキは、ブレーキのマスターシリンダーの性能が悪かった時代において、ブレーキ操作ごとに充分なブレーキフルードをシリンダーに充てんする目的が主あった。
尚、後ろに乗客を乗せている時にポンピングブレーキをすると、反動で乗客の体に負担がかかってしまうことがある。
通常の停止操作において、後続車に制動を知らせ（ブレーキランプの点滅）注意喚起する目的でブレーキを数回に分けて踏む行為は、これとは別の本来予備制動と呼ばれるものであるが、これを指して「ポンピングブレーキ」と呼ぶことも広く行われている。
大型車などエアブレーキ搭載車はポンピングブレーキを繰り返すと込め不足から制動力低下になりやすく、そのまま走行するとかえって危険である。